# Liste der Grand-Prix-Sieger der MotoE-Weltmeisterschaft
Die Liste aller Grand-Prix-Sieger der MotoE-Weltmeisterschaft beinhaltet alle Fahrer, Konstrukteure und Nationen die in der seit 2019 bestehenden MotoE (seit 2023 mit WM-Status) mindestens ein Rennen gewinnen konnten.
(Stand: Großer Preis von Deutschland, 6. Juli 2024)
Kevin Zannoni war beim Großen Preis von Italien  am 1. Juni 2024 der insgesamt 16. Fahrer, der mindestens einen MotoE-Weltmeisterschaftslauf gewann.

## Nach Fahrern
Die in der Saison 2024 aktiven Fahrer sind jeweils grün hervorgehoben.
| Platz | Fahrer              | Nation      | Siege | Starts | Quote   | von  | bis  |
| ----- | ------------------- | ----------- | ----- | ------ | ------- | ---- | ---- |
| 1     | Eric Granado        | Brasilien   | 11    | 58     | 18,97 % | 2019 | 2024 |
| 2     | Matteo Ferrari1     | Italien     | 10    | 60     | 16,67 % | 2019 | 2024 |
| 0     | Mattia Casadei1     | Italien     | 10    | 59     | 15,25 % | 2019 | 2024 |
| 4     | Dominique Aegerter1 | Schweiz     | 5     | 26     | 19,23 % | 2019 | 2021 |
| 0     | Héctor Garzó1       | Spanien     | 5     | 46     | 8,7 %   | 2019 | 2024 |
| 6     | Jordi Torres2       | Spanien     | 4     | 51     | 7,84 %  | 2019 | 2024 |
| 0     | Nicholas Spinelli   | Italien     | 4     | 28     | 14,29 % | 2023 | 2024 |
| 0     | Óscar Gutiérrez     | Spanien     | 3     | 16     | 6,25 %  | 2023 | 2024 |
| 9     | Niki Tuuli          | Finnland    | 2     | 9      | 22,22 % | 2019 | 2020 |
| 0     | Andrea Mantovani    | Italien     | 2     | 39     | 5,13 %  | 2021 | 2024 |
| 0     | Kevin Zannoni       | Italien     | 2     | 48     | 4,17 %  | 2021 | 2024 |
| 0     | Alessandro Zaccone  | Italien     | 2     | 42     | 4,76 %  | 2020 | 2024 |
| 13    | Mike Di Meglio      | Frankreich  | 1     | 13     | 7,7 %   | 2019 | 2020 |
| 0     | Miquel Pons         | Spanien     | 1     | 47     | 2,13 %  | 2021 | 2024 |
| 0     | Lukas Tulovic       | Deutschland | 1     | 25     | 3,85 %  | 2020 | 2024 |
| 0     | Randy Krummenacher  | Schweiz     | 1     | 16     | 6,25 %  | 2023 | 2023 |

hochgestellt = Anzahl der Weltmeistertitel in der MotoE-Klasse

## Nach Nationen
| Platz | Nation      | Siege | Fahrer | Erfolgreichste Fahrer (Siege)                                       |
| ----- | ----------- | ----- | ------ | ------------------------------------------------------------------- |
| 1     | Italien     | 30    | 6      | Matteo Ferrari (10) / Mattia Casadei (je 10), Nicholas Spinelli (4) |
| 2     | Spanien     | 13    | 4      | Héctor Garzó (5), Jordi Torres (4), Oscar Gutiérrez (3)             |
| 3     | Brasilien   | 11    | 1      | Eric Granado                                                        |
| 4     | Schweiz     | 6     | 2      | Dominique Aegerter (5), Randy Krummenacher (1)                      |
| 5     | Finnland    | 2     | 1      | Niki Tuuli                                                          |
| 6     | Frankreich  | 1     | 1      | Mike Di Meglio                                                      |
|       | Deutschland | 1     | 1      | Lukas Tulovic                                                       |

fett = in der Saison 2024 aktive Fahrer